# Soldiers of Misfortune
Soldiers of Misfortune è il terzo album in studio del gruppo musicale thrash metal canadese Sacrifice pubblicato dall'etichetta discografica Fringe Product nel 1990.

## Il disco
Il disco uscì su musicassetta e in CD, edito in Canada dalla Fringe Product; in seguito fu pubblicato anche dalla più nota Metal Blade Records. Per la promozione dell'album vennero girati i videoclip dell'omonima canzone, Soldiers of Misfortune, e di As the World Burns.
La musica presente su questo album è tipicamente thrash metal, ma con fraseggi ispirati all'heavy metal tradizionale, differenziandosi così dalle uscite precedenti, maggiormente orientate verso canzoni meno strutturate ma più veloci e violente. Il cantante, nella fase di registrazione del disco, fornì una prestazione tecnicamente più valida rispetto a quanto fatto in precedenza, adottando comunque uno stile vocale dalle tonalità aspre e carico di aggressività.
Il disco fu ripubblicato in doppio CD, con l'aggiunta di varie bonus tracks, dalla Marquee Records nel 2006 e quattro anni dopo uscì per la prima volta su disco in vinile ad opera della War on Music; queste due edizioni furono entrambe ristampate nel 2013.

## Tracce
1. As the World Burns – 4:35
2. Soldiers of Misfortune – 5:38
3. In Defiance – 4:10
4. Existence Within Eternity – 4:00
5. Pawn of Prophecy – 3:24
6. Lost Through Time – 4:06
7. A Storm in the Silence – 4:08
8. Truth (After the Rain) – 10:20

## Formazione
- Rob Urbinati – voce, chitarra
- Joe Rico – chitarra
- Scott Watts – basso
- Gus Pynn – batteria

### Produzione
- Brian Taylor – produzione
- Sacrifice – produzione
- Joe Primeau – ingegneria del suono
- Sean Collinson – grafica